# Ringwall im Kirchholz (Haberskirch)
Der frühmittelalterliche Ringwall im Kirchholz (Schlossberg) liegt etwa 1000 Meter östlich des Friedberger Stadtteiles Haberskirch (Landkreis Aichach-Friedberg, Schwaben) auf einer bewaldeten Anhöhe über der Autobahn 8. Das gut erhaltene Bodendenkmal wird in der neueren Literatur als befestigte Hofstelle gedeutet.

## Geschichte

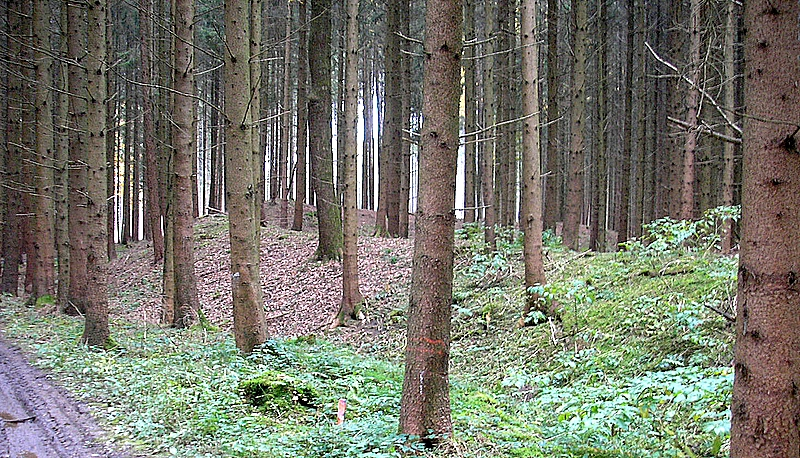
Die Vorburg von Nordosten

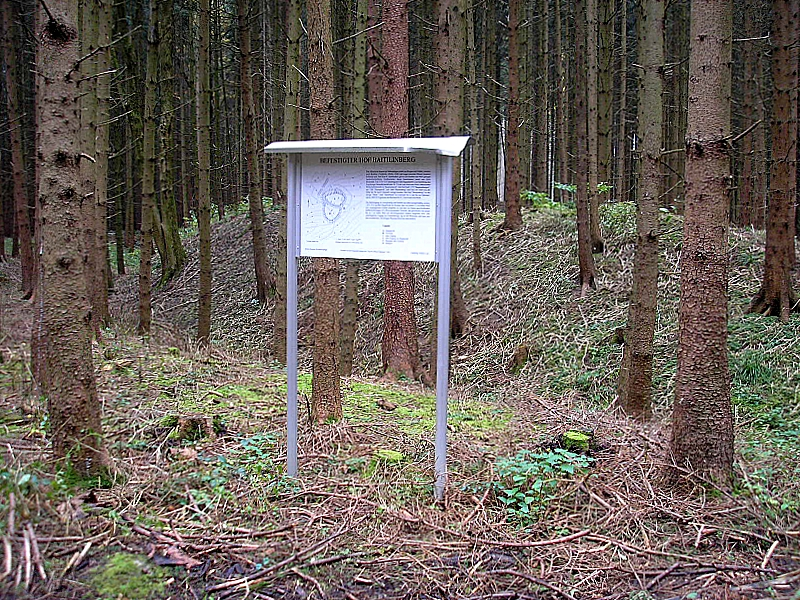
Die Infotafel und der Ostwall der Vorburg

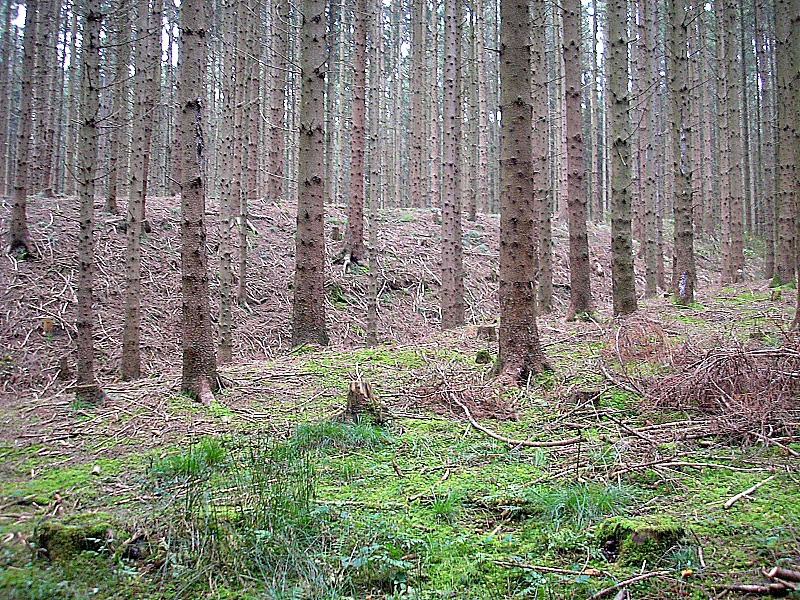
Der Südwall des Hauptwerkes

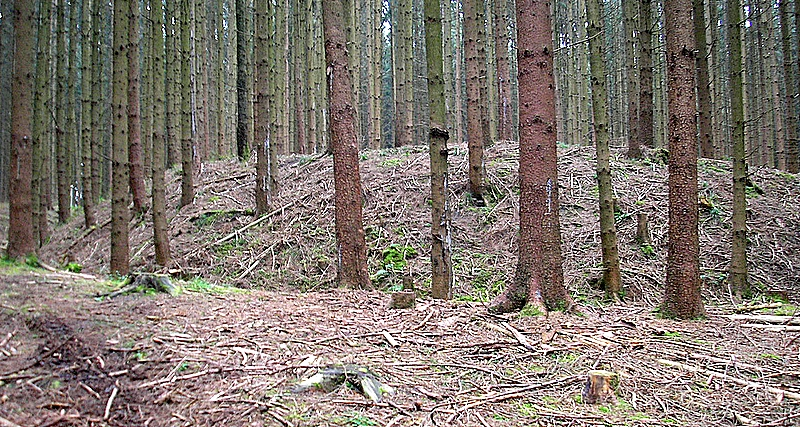
Der Nordostteil des Hauptwerkes

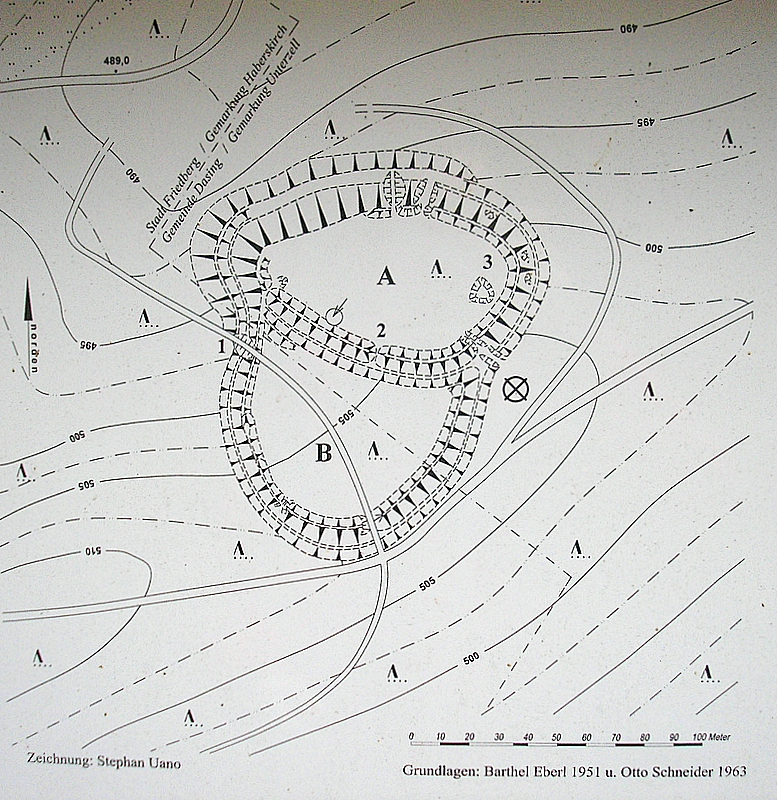
Topographischer Geländeplan auf der Infotafel

Die erhaltenen Erdwerke der mittelgroßen, zweiteiligen Ringwallanlage deuten auf eine frühmittelalterliche Zeitstellung. In der näheren Umgebung finden sich zahlreiche ähnliche Befestigungsanlagen, die meist als Ungarnschutzburgen des 10. Jahrhunderts interpretiert werden. Auch nach Beseitigung der Ungarngefahr (Schlacht auf dem Lechfeld, 955) entstanden noch einige Wehranlagen dieses Typs.
H. Oswald interpretierte das von ihm als frühmittelalterlich angesehene Bodendenkmal als Ansitz des Ortsadelgeschlechtes "de Hadeprehteschirchun" (Friedberger Heimatblätter, 1950,1). Ein Eppo mit diesem Beinamen ist im 12. Jahrhundert urkundlich als Zeuge belegbar.
Der Kreisarchivpfleger Helmut Rischert (2006) deutet den Wall im Kirchholz als jenen befestigten Hof „Baitilinberch“, den der Edle Degenhard I. von Seefeld um 1135 zusammen mit anderen Besitzungen dem Kloster St. Ulrich und Afra zu Augsburg übertrug. Im Klosterurbar von 1175 erscheint diese „Hufe“ als "Bagetunbergen". Um 1280 bezog Herzog Ludwig II. Vogteiabgaben aus „Patenberch“, das 1406 „Praitenberg“ genannt wurde. Der Hof wurde nach Rischert noch vor 1420 in Tal nach Unterzell verlegt und blieb zusammen mit dem Kirchholz bis zur Säkularisation im Besitz des Reichsstiftes St. Ulrich und Afra. 
Bei einer heutigen Begehung lassen sich jedoch keine eindeutigen Spuren einer hoch- und spätmittelalterlichen Weiternutzung der mutmaßlichen Hofstelle erkennen. Eine mögliche Innenbebauung scheint nur aus Holz oder Lehmfachwerk bestanden zu haben. Größere Eingriffe in die Substanz der frühmittelalterlichen Anlage dürften erst in der Neuzeit erfolgt sein.
Bis zu einer fachkundigen archäologischen Untersuchung des Bodendenkmales können keine seriösen Aussagen über die ursprüngliche Zweckbestimmung der Wallanlage gemacht werden. Die aufwändigen Erdwerke und Gräben zeugen von einem erhöhten Sicherheitsbedürfnis der Erbauer, der mächtige Frontwall des Kernwerkes erinnert gar an die Hauptwälle der großen Ungarnschutzburgen im Augsburger Umland (Haldenburg, Buschelberg bei Fischach). Auch der Graben vor diesem Wall wurde später nicht planiert, das abfallende Gelände der Vorburg dürfte zudem eine landwirtschaftliche Nutzung erschwert haben. Ob sich die Hofstelle „Baitilinberch“ tatsächlich innerhalb der Umwallungen befand, kann deshalb wohl noch nicht mit Sicherheit entschieden werden. Insbesondere wäre zu prüfen, ob der Sedlhof (befestigter Hof) in Unterzell tatsächlich erst im frühen 15. Jahrhundert von der Höhe ins Tal verlegt wurde, oder sich bereits vorher an dieser Stelle befand. Das Bodendenkmal im Kirchholz bietet eher das Bild einer relativ unberührten frühmittelalterlichen Schutzburg.
Eine ungarnzeitliche Zeitstellung der Befestigungsanlage vermutete bereits Barthel Eberl in seiner Abhandlung über die Lechfeldschlacht (1955). Er wies der Anlage eine Funktion als Wegsperre zu und zählte den Ringwall zu den kleineren Schutzanlagen ("munitiones") dieser Epoche, die das System der großen Landesburgen ("firmitates") ergänzten.

## Beschreibung
Das Bodendenkmal liegt auf der Grenze zwischen der Stadt Friedberg (Gemarkung Haberskirch) und der Gemeinde Dasing (Gemarkung Unterzell). Das Hauptwerk (A) befindet sich vollständig auf Dasinger Gebiet. Der Burgplatz liegt etwa 15–20 Meter über dem Arasbachtal auf einem Höhenrücken. Nach Westen und Norden fallen die Hänge mäßig steil ins Tal ab, südlich und östlich ist eine kleine Hochfläche vorgelagert.
Der Ringwall wurde fortifikatorisch geschickt auf der Hochfläche angelegt. Das ovale Hauptwerk (120 × 70 Meter) wird durch einen umlaufenden, bis zu zwei Meter tiefen Graben gesichert, der im Osten teilweise zu einer Berme verebnet ist. Zusätzlich wurde hier offenbar der Hang künstlich abgesteilt. Die Innenfläche ist nahezu eben und wird vom Außenwall um bis zu 1,5 Meter überhöht. Im Osten deutet eine Grube (3) auf einen Brunnen oder eine Zisterne hin.
Nach Süden schließt sich das halbkreisförmige Vorwerk (B) an. Das Gelände fällt etwa sieben Meter nach Nordosten ab und wird durch einen – bis zu fünf Meter hoch erhaltenen – Wall mit vorgelegtem Graben gesichert. Zum Innenraum ist dieser Wall noch bis zu zweieinhalb Meter hoch.
Der ursprüngliche Zugang (1) erfolgte von Nordosten aus dem Arasbachtal, durch das heute die Autobahn Stuttgart-München führt. Eine Einsenkung (2) auf dem Südwall des Hauptwerkes bezeichnet wohl den ursprünglichen Zugang zum Kernwerk. Die Wallhöhe steigt hier von ca. vier (Osten) bis auf etwa sieben Meter an. Zusätzlich ist auch hier ein – ungefähr 1,5 Meter tiefer -Spitzgraben vorgelegt. Ein potentieller Angreifer musste so etwa 40 Meter am Hauptwall entlang vordringen, um das Haupttor zu erreichen. Die sonstigen Walldurchbrüche sind wahrscheinlich modernen Ursprungs (Holzabfuhr).
In der näheren Umgebung haben sich ähnliche, zweiteilige Anlagen in Burgadelzhausen, Welden (Schneeburg) und Walleshausen erhalten. Auch diese Befestigungsanlagen sind ins Frühmittelalter zu datieren.
Zum Tag des offenen Denkmals wurde 2005 eine Infotafel vor dem Ringwall aufgestellt, auf der H. Rischert seine Forschungen zusammenfasste.
Das Bayerische Landesamt für Denkmalpflege verzeichnet das Bodendenkmal als Erdwerk des Mittelalters unter der Denkmalnummer D 7-7632-0025.